# El presidente (serie de televisión)
El presidente (estilizado como EL PRE$IDENTE) es una serie de televisión chilena de género dramático y suspenso, creada por el director argentino Armando Bó, producida por Fábula, Gaumont y Kapow para Amazon Prime Video.
La serie narra un caso de investigación policial para capturar a Sergio Jadue y a los miembros asociados con el órgano rector del fútbol mundial involucrados en el «FIFA Gate», por los que se les acusa incluyen soborno, fraude y lavado de dinero.
Su rodaje comenzó en marzo de 2019, y su estreno mundial fue a través de Amazon Prime Video el 5 de junio de 2020.
Protagonizada por Andrés Parra, Karla Souza y Paulina Gaitán. El reparto lo completan Sergio Hernández, Luis Gnecco, Gonzalo Robles, Francisco Reyes, Daniel Muñoz, Cristóbal Tapia Montt, entre otros.
El 15 de abril de 2021, la serie se renovó para una segunda temporada, por lo cual comenzaron las grabaciones.

## Argumento
La historia explora el caso de corrupción en la FIFA que conmocionó al mundo, a través de la historia de Sergio Jadue, el presidente de un pequeño club de fútbol de Chile, que, de ser un desconocido, se volvió un jugador clave en la conspiración de sobornos por $150 millones de dólares a manos del presidente de la Asociación de Fútbol Argentino, Julio Grondona.

## Producción

### Guion
El relato de la serie cuenta con la figura omnisciente de Julio Grondona, el histórico presidente de la AFA que murió en 2014 y fue pieza clave para el ascenso de Sergio Jadue, para quien también se convirtió en una figura casi paternal. En el guion es Grondona el encargado de ir contando la historia tras su muerte y deja en evidencia cómo el negocio del fútbol le llenó los bolsillos durante años, al igual que algunos dirigentes de la región, entre ellos, Jadue. Sin dejar de lado la cantidad de sobornos que disfrutaron, y las paradisiacas reuniones dentro del hotel de la Conmebol en Luque.

### Rodaje
El rodaje se realizó en Montevideo, Piriapolis (Uruguay), Talagante, Melipilla, Peñaflor, La Calera, Santiago de Chile, Luque, Buenos Aires y Nueva York, entre otros.

## Reparto

### Principales
| Actor             | Personaje                    | Notas |
| ----------------- | ---------------------------- | --- |
| Andrés Parra      | Sergio Jadue                 | Presidente de la ANFP.                                                                                   |
| Karla Souza       | Lisa Harris, alias «Rosario» | Agente del FBI, que usa a Jadue para avanzar en su investigación sobre la FIFA Gate                      |
| Paulina Gaitán    | María Inés «Nené» Facuse     | Mujer de Sergio Jadue                                                                                    |
| Anita Reeves      | Fátima Eltit                 | Abuela de Sergio Jadue                                                                                   |
| Luis Margani      | Julio Grondona               | Presidente de la Asociación del Fútbol Argentino.                                                        |
| Alberto Ajaka     | Jashir Alabi                 | Amigo y ayudante de Sergio Jadue                                                                         |
| Luis Gnecco       | Luis Bedoya                  | Presidente de la Federación Colombiana de Fútbol.                                                        |
| Daniel Muñoz      | Jorge Segovia                | Presidente del Grupo SEK; controlador de la Unión Española                                               |
| Francisco Reyes   | Cristián Varela              | Dirigente de ByN, controlador de Colo-Colo                                                               |
| Gonzalo Robles    | Rafael Esquivel              | Presidente de la Federación Venezolana de Fútbol                                                         |
| Sergio Hernández  | Eugenio Figueredo            | Vicepresidente y miembro del Comité Ejecutivo de la FIFA                                                 |
| Alejandro Trejo   | José María Marin             | Presidente de la Confederación Brasileña de Fútbol                                                       |
| Jean Pierre Noher | José Hawilla                 | Fundador y Presidente de Traffic, dueña de los derechos de televisación del fútbol sudamericano          |
| Federico Liss     | Mariano Jinkis               | Fundador y miembro del directorio de Full Play, empresa que compró los derechos de TV a CONMEBOL en 2013 |
| Cristóbal Tapia   | Dave Summerfield             | Agente del FBI                                                                                           |

### Secundarios
- Agustín Moya es Juan Ángel Napout, el presidente de la CONMEBOL y vicepresidente 1º de la FIFA.
- Víctor Rojas es Luis Chiriboga, el presidente de la Federación Ecuatoriana de Fútbol.
- Jaime Omeñaca es Carlos Chávez Landívar, el presidente de la Federación Boliviana de Fútbol.
- Felipe Armas es Jaime Estévez, el presidente del directorio del Club Deportivo Universidad Católica.
- Paulo Brunetti es Alejandro Burzaco, presidente de TyC (Torneos y Competencias).
- José Grünewald es El kiosquero, la persona que atiende un iosco en La Calera.

### Recurrentes
- Katyna Huberman como Olivia, abogada y amiga de "Nené"
- Blanca Lewin como Sofía Díaz, periodista del diario "El Andino", y que prepara un perfil de Jadue
- Adriano Castillo como el Jefe de garzones del Edificio de la CONMEBOL en Luque, Paraguay
- Millaray Lobos como Cecilia Domínguez, secretaria de Sergio Jadue
- Antonia Giesen como Fanny, amiga y excompañera de Rosario
- Horacio Games como João Havelange, expresidente de FIFA entre 1974 y 1998
- Ignacia Uribe como Sara, una de las contratadas por la agente Harris para robar los teléfonos celulares de los Presidentes de CONMEBOL durante la fiesta previa al Sorteo de la Copa América 2015
- Abián Vainstein como Joseph Blatter, Presidente de la FIFA
- Heinz Krattiger como un funcionario de FIFA, mano derecha de Joseph Blatter
- Alejandro Bracho como Chuck Blazer, miembro del Comité Ejecutivo de la FIFA
- Cristián García-Huidobro como José Yuraszeck, dirigente de Azul Azul, concesionaria a cargo de Universidad de Chile.
- Marcela Osorio como Neusa Marin, esposa de Luis Chiriboga
- Tatiana Molina
- Maricarmen Arrigorriaga
- Nicolás Poblete como Periodista
- Heidrun Breier como Ruth, policía suiza
- Bastián Bodenhöfer como Detective francés
- Steevens Benjamin
- Javier Bacchetta como Ciro César Silva